# Unia grodzieńska
Unia grodzieńska (1432) była jednym z aktów unii polsko-litewskiej. Została podpisana w Grodnie, aby odbudować związki między dwoma krajami, które to związki stopniowo ewoluowały w zaledwie unię personalną. Przywracała władzę zwierzchnią Władysława Jagiełły nad Litwą. Zygmunt Kiejstutowicz przyjmował tytuł wielkiego księcia oznaczający dożywotnie panowanie nad całością ziem Wielkiego Księstwa. Po jego śmierci  Litwa miała wrócić do Jagiełły i jego synów. Zarazem zapisano, że kolejni wielcy książęta będą wybierani dożywotnio – wspólnie przez Litwinów i Polaków. Do Polski miało przejść Podole – w całości. Wołyń miał w większości (z Łuckiem i Włodzimierzem włącznie) stać się lennem Królestwa Polskiego, ale z zachowaniem panowania litewskiego (to jest Zygmunta Kiejstutowicza). Mniejsza część Wołynia, z Horodłem, miała bezpośrednio wrócić do Korony. Obowiązywać będzie do roku 1440. Dyskusji nad warunkami umowy przewodniczył biskup Zbigniew Oleśnicki, który zadbał o to by "książętom, bojarom, szlachcie i mieszkańcom ruskim, poddanym ziemi litewskiej" nadać wszystkie przywileje i wolności, nadane wcześniej katolickiej szlachcie litewskiej. Szlachta ruska miała zostać przyjęta do rodów i herbów Korony. Unię miał jeszcze potwierdzić swym podpisem Jagiełło.
30 października 1432 roku we Lwowie król Władysław Jagiełło, nie tylko nadał szlachcie ruskiej ("panom ruskim") te same prawa i wolności, które miała szlachta katolicka, ale także zapewniał, że ludzie "obrządku greckiego", niezależnie od płci i stanu, nie będą zmuszani do zmiany tego obrządku. Decyzja króla wymusi tym samym na Zygmuncie Kiejstutowiczu, 6 maja 1434 roku w Trokach, wydanie takich przywilejów dla prawosławnych bojarów ruskich. Obroną przed dominacją prawosławno-ruskiej większości, miało pozostać prawo zakazu do zajmowania przez nich urzędów na terenie Litwy właściwej.
Wszystkie trzy akty: grodzieński (Oleśnickiego), lwowski (Jagiełły) i trocki (Zygmunta Kiejstutowicza) ustanawiały niemal pełne równouprawnienie na ogromnych obszarach unii polsko-litewskiej, między rywalizującymi między sobą wyznaniami chrześcijańskimi.
Mimo deklaracji, więzi między Królestwem Polskim a Wielkim Księstwem Litewskim nadal zanikały i zostały ostatecznie zerwane na czas między 1440 a 1447 rokiem. W 1447 roku unia została ponownie wprowadzona jako unia personalna, która trwała do 1492 roku.